# جامعة بنسلفانيا
جامعة بنسلفانيا، والمعروفة اختصارًا باسم Penn (بالإنجليزية: The University of Pennsylvania)‏، هي جامعة أمريكية خاصة تقع في فيلادلفيا بولاية بنسلفانيا.
تُعد الجامعة رابع أقدم مؤسسة للتعليم العالي في الولايات المتحدة، وهي واحدة من المؤسسات التي تدّعي لقب أقدم جامعة أمريكية. كما أنها واحدة من الكليات التسع التي تأسست خلال الحقبة الاستعمارية، وعضو في رابطة اللبلاب، التي تضم نخبة الجامعات المرموقة. بالإضافة إلى ذلك، تعد الجامعة من الأعضاء المؤسسين لرابطة الجامعات الأمريكية، والتي تضم أبرز مؤسسات البحث العلمي في أمريكا الشمالية.

تضم جامعة بنسلفانيا أربع كليات لبرامج البكالوريوس، وهي: كلية الآداب والعلوم، كلية الهندسة والعلوم التطبيقية، كلية وارتون لإدارة الأعمال، وكلية التمريض. كما تشمل 12 كلية للدراسات العليا، من بينها كلية القانون، التي كان أحد أساتذتها أول من كتب مسودة دستور الولايات المتحدة، وكلية الطب، التي تُعد أول كلية طب في أمريكا الشمالية، وكلية وارتون، التي تُعرف كأول كلية لإدارة الأعمال في العالم.

## التاريخ
أُسست جامعة بنسلڤانيا في أربعينات القرن الثامن عشر، وكان من أبرز مؤسسيها المبتكر والسياسي الأمَرِيكي المشهور بنجامين فرانكلين، الذي دعا إلى برنامج ركّز على التعليم العملي في التجارة والخدمات العامة وفي نفس الوقت على التعليم النظري في العلوم القديمة (على الأخص الإغريقية والرومانية) واللاهوت. الجامعة واحدة من المؤسسات الأكاديمية الأولى (معظمهم كان في أَوْرُوْݒا في ذلك الوقت) التي اتخذت تركيبة متعددة التخصصات؛ أي تركيبة حصر كليات عديدة ككليات اللاهوت والعلوم القديمة والطب في مؤسسة واحدة.

## مستوى التعليم
تعتبر جامعة بنسلڤانيا اليوم واحدة من أكبر جامعات القطاع الخاص في الولايات، حيث تحتوي نطاقاً عريضاً من الأقسام الأكاديمية ونشاطاً بحثياً واسعاً وعدداً من برامج الخدمات الاجتماعية، فئوية كانت أم عامة. وتتمتع الجامعة بشهرة قومية وعالمية، تعود إلى سمعة كلياتها؛ كل من الطب وطب الأسنان وإدارة الأعمال والحقوق، وسمعة برامج العلوم الاجتماعية والعلوم الإنسانية، وأيضا إمكانيات تدريس الطب الحيوي وإنتاج البحوث عنه. وتعد برامج مرحلة البكالوريوس فيها من بين تلك الأكثر انتقائية في البلاد عند قبول الطلبة.

## الشؤون المالية والأبحاث
انفَقت برامج الأبحاث الأكاديمية في الجامعة في السنة المالية 2009 أكثر من 730 مليون دولار على أبحاث اشترك فيها موظفون ومساعدون متخرجون؛ ما يقارب 3800 شخص من هيئات التدريس و1000 من مرحلة ما بعد الدكتوراه و5400 من الصيانة. ومن الجدير بالذكر أن جزءا كبيرا من أموال تمويل البحوث الطبية الحيوية يُمنح من قبل وكالة معاهد الصحة الوطنية الأمَرِكية. تتصدر جامعة پنسلڤينيه جامعات رابطة اللبلاب في الإنفاق السنوي، حيث بلغ حجم الميزانية المطروحة لعام 2009 5٫542 مليار دولار. وفي عام 2008 احتلت المرتبة الخامسة بين جامعات الولايات المتحدة في جمع الأموال، جامعةً حوالي 475٫96 مليون دولار من جهات خاصة.

### قائمة جامعات أخرى ومعاهد تقنية متميزة عالميا وتاريخية
في الدول المتقدمة
1. جامعة هارفارد الأمَرِيكية -Harvard University-، الأفضل في العالم في العديد من المجالات حسب عدد من الإحصائيات العالمية.
2. معهد ماساتشوستس للتقنية الأمَرِيكية -Massachusetts Institute of Technology-، أفضل مؤسسة تقنية في العالم حسب عدد من الإحصائيات العالمية.
3. جامعة ستانفورد الأمَرِيكية -Stanford University-.
4. جامعة ييل الأمَرِيكية -Yale University-.
5. جامعة تورونتو الكَندِية -University of Toronto-.
6. جامعة أوكسفورد البريطانية -University of Oxford-.
7. جامعة كامبريدج البريطانية -University of Cambridge-.
8. المعهد الفدرالي السويسري -Eidgenössische Technische Hochschule Zürich-.
9. جامعة باريس الفرنسية -Université de Paris- الملقبة أحيانا بالسُرْبُن -La Sorbonne-.
10. جامعة لودفيغ ماكسيميليان في ميونخ الألمانية -Ludwig-Maximilians-Universität München-، تسمى أحيانا جامعة منشن.
11. جامعة طوكيو اليابانية -Tōkyō Daigaku-.
12. معهد طوكيو للتكنولوجيا الياباني -Tōkyō Kōgyō Daigaku-.
13. الجامعة الوطنية الأسترالية -Australian National University-.
14. جامعة سنغافورة الوطنية -Universiti Kebangsaan Singapura-.
في الدول النامية
15. جامعة موسكو -Moskóvskiy gosudárstvennyy universitét ímeni M. V. Lomonósova-.
16. ــ بَيْجِنْگ الصينية -Běijīng Dàxué-.
17. المعاهد الهندية للتكنولوجيا في مُومْباي -Bhāratīya praudyōgikī sansthāna, mumba'ī-.
18. جامعة إسطنبول التركية -İstanbul Üniversitesi-.
19. جامعة ساوباولو البرازيلية -Universidade de São Paulo-.
20. جامعة كيب تاون الجنوب أفريقية -Universiteit van Kaapstad-.

### تصنيفان لجامعات العالم من الأكثر استعمالا
1. التصنيف الأكاديمي لجامعات العالم المعمول في جامعة جياوتُنگ الصينية في شَنْگهاي -Academic Ranking of World Universities, Shànghǎi Jiāotōng Dàxué-.
2. تصنيف جامعات العالم لقسم التعليم العالي في صحيفة الأوقات البريطانية المنشأ -Times Higher Education World University Rankings-.

## وصلات خارجية
1. موقع جامعة ݒنسلڤينيه الرسمي.
2. التصنيف الأكاديمي لجامعات العالم المعمول في جامعة جياوتُنگ في شَنْگهاي.
3. تصنيف جامعات العالم لقسم التعليم العالي في صحيفة الأوقات.